# Canaryfly
Canary Fly, S.L., che opera con il marchio Canaryfly, è una compagnia aerea regionale spagnola che opera voli interni alle Isole Canarie.

## Storia
Canaryfly è stata fondata nel 2008 come Canarias Aeronautica per operare voli tra le Isole Canarie e l'Africa. Canaryfly ha iniziato le operazioni di volo nel maggio 2012 operando voli interni all'arcipelago.

## Flotta
Ad aprile 2024 la flotta di Canaryfly è così composta:

### Flotta storica
Canaryfly ha operato in precedenza con i seguenti aeromobili: